# Distretto di Santa Rosa de Quives
Il distretto di Santa Rosa de Quives è un distretto del Perù che appartiene geograficamente e politicamente alla provincia di Canta e dipartimento di Lima, ubicato a est della capitale peruviana.

## Capoluogo e data di fondazione
Yangas - 16 gennaio del 1952
Sindaco (alcalde) 2007-2010: Wilfredo Huapaya Vilca

## Superficie e popolazione
- 364,4 km²
- 5 855 abitanti (2005) di cui il 55% sono donne e il 45% uomini

## Distretti confinanti
Confina a nord con il distretto di Huamantanga; a sud con il distretto di Carabayllo e con la provincia di Huarochirí, a ovest con il distretto di Carabayllo e a est con il distretto di Lachaqui e con il distretto di Arahuay.

## Festività
- 30 agosto: Santa Rosa da Lima